# Tamopsis pseudocircumvidens
Espèce
Synonymes
- Tamopsis marri Baehr & Baehr, 1989

Tamopsis pseudocircumvidens est une espèce d'araignées aranéomorphes de la famille des Hersiliidae.

## Distribution
Cette espèce est endémique d'Australie.
Elle se rencontre en Australie-Occidentale, en Australie-Méridionale et dans le Sud du Territoire du Nord, 

## Description
La femelle mesure  4,3 mm et le mâle 4,2 mm.

## Publication originale
- Baehr & Baehr, 1987 : The Australian Hersiliidae (Arachnida: Araneae): Taxonomy, phylogeny, zoogeography. Invertebrate Taxonomy, vol. 1, no 4, p. 351-437 (texte intégral).